# Poncelet (Q141)
| «Понселе» (Q141)                                                   | «Понселе» (Q141) | «Понселе» (Q141) |
| ------------------------------------------------------------------ | --- | --- |
| Poncelet (Q141)                                                    | | |
|                                                                    | | |
| Схема підводного човна типу «Редутабль»                            | | |
| Верф                                                               | Arsenal de Lorient, Лор'ян | Arsenal de Lorient, Лор'ян |
| Під прапором                                                       | Франція | Франція |
| Належність                                                         | Військово-морські сили Франції | Військово-морські сили Франції |
| Порт приписки                                                      | Брест, Касабланка, Дакар | Брест, Касабланка, Дакар |
| На честь                                                           | Жана-Віктора Понселе — видатного французького математика та інженера, члена Французької академії наук | Жана-Віктора Понселе — видатного французького математика та інженера, члена Французької академії наук |
| Закладений                                                         | 3 березня 1927 | 3 березня 1927 |
| Спуск на воду                                                      | 10 квітня 1929 | 10 квітня 1929 |
| Введений до складу флоту                                           | 1 вересня 1932 | 1 вересня 1932 |
| На службі                                                          | 1932—1940 | 1932—1940 |
| Загибель                                                           | 7 листопада 1940 року серйозно пошкоджений у районі Порт-Жантіля, Габон, глибинними бомбами британського шлюпу «Мілфорд» та затоплений екіпажем                                                                              | 7 листопада 1940 року серйозно пошкоджений у районі Порт-Жантіля, Габон, глибинними бомбами британського шлюпу «Мілфорд» та затоплений екіпажем                                                                              |
| Сучасний статус                                                    | затоплений | затоплений |
| Бойовий досвід                                                     | Друга світова війна Битва за Атлантику * Габонська операція | Друга світова війна Битва за Атлантику * Габонська операція |
| Проєкт                                                             | | |
| Тип ПЧ                                                             | великий патрульний дизель-електричний підводний човен 1-го класу | великий патрульний дизель-електричний підводний човен 1-го класу |
| Основні характеристики                                             | | |
| Швидкість (надводна)                                               | 17,5 вузлів (32,4 км/год) | 17,5 вузлів (32,4 км/год) |
| Швидкість (підводна)                                               | 10 вузлів (18,6 км/год) | 10 вузлів (18,6 км/год) |
| Гранична глибина занурення                                         | 80 м | 80 м |
| Дальність плавання                                                 | 14 000 миль (26 000 км) на швидкості 7 вузлів (надводна) 10 000 миль (18 600 км) на швидкості 10 вузлів (надводна) 4 000 миль (7 000 км) на швидкості 17 вузлів (надводна) 90 миль (170 км) на швидкості 7 вузлів (підводна) | 14 000 миль (26 000 км) на швидкості 7 вузлів (надводна) 10 000 миль (18 600 км) на швидкості 10 вузлів (надводна) 4 000 миль (7 000 км) на швидкості 17 вузлів (надводна) 90 миль (170 км) на швидкості 7 вузлів (підводна) |
| Екіпаж                                                             | 64 офіцери та матроси | 64 офіцери та матроси |
| Розміри                                                            | | |
| Довжина найбільша (по КВЛ)                                         | 92,30 м | 92,30 м |
| Ширина корпусу найб.                                               | 8,1 м | 8,1 м |
| Середня осадка (по КВЛ)                                            | 4,40 м | 4,40 м |
| Водотоннажність надводна                                           | 1572 тонни | 1572 тонни |
| Силова установка                                                   | | |
| Дизель-електрична: 2 × дизельних двигуни Sulzer 2 × електродвигуни | | |
| Гвинти                                                             | 2 | 2 |
| Потужність                                                         | 1200 к.с. (дизель) 1000 к. с. (електродвигун) | 1200 к.с. (дизель) 1000 к. с. (електродвигун) |
| Озброєння                                                          | | |
| Артилерія                                                          | 1 × 100-мм гармата | 1 × 100-мм гармата |
| Торпедно- мінне озброєння                                          | 9 × 550-мм торпедних апаратів 2 × 400-мм торпедних апарати 13 торпед | 9 × 550-мм торпедних апаратів 2 × 400-мм торпедних апарати 13 торпед |
| ППО                                                                | 1 × 13,2-мм великокаліберний кулемет M1929 | 1 × 13,2-мм великокаліберний кулемет M1929 |

«Понселе» (Q141) (фр. Poncelet (Q141) — військовий корабель, великий океанський підводний човен типу «Редутабль» військово-морських сил Франції часів Другої світової війни.
Підводний човен «Понселе» був закладений 3 березня 1927 року на верфі компанії Arsenal de Lorient у Лор'яні. 10 квітня 1929 року він був спущений на воду, а 1 вересня 1932 року увійшов до складу ВМС Франції.

## Історія служби
Підводний човен проходив службу в лавах французького флоту.
18 червня 1940 року внаслідок наближення військ вермахту до порту Брест «Понселе» евакуювали до Касабланки (разом з підводними човнами «Касаб'янка», «Сфакс», «Сірсе», «Персе», «Аякс», «Каліпсо», «Тетіс», «Медузе», «Сібил», «Амазон», «Антіоп», «Орфей» і «Амфітріт»).
Після поразки Франції у Західній кампанії літом 1940 року корабель продовжив службу у складі військово-морських сил уряду Віші. Після того, як 3 липня 1940 року Британський королівський флот атакував ескадру ВМС Франції в Мерс-ель-Кебір, у Французькому Марокко, «Понселе» було разом з «Касаб'янкою» та «Сфаксом» перевели в зону патрулювання біля Французького Марокко. Ці три підводні човни разом забезпечували безперервну присутність у морі з 6 до 18 липня 1940 року, доки підводні човни «Амфітріт», «Каліпсо» та «Медузе» не замінили їх.
8 серпня 1940 року Військово-морські сили Франції провели реорганізацію, згідно з якою «Понселе» та «Персе» перевели до 6-ї дивізії підводних човнів і перевели їх до Дакара в Сенегалі. 2 вересня 1940 року «Понселе» вирушив із Дакару разом з авізо «Бугенвіль» та транспортному судні-перевізнику бананів «Кап-де-Пальм», який був завантажений військами та припасами. «Понселе» супроводжував «Кап де Пальм», коли воно наблизилося до Маюмби на узбережжі Габону — тоді території Французької Екваторіальної Африки — щоб висадити війська, але висадку було скасовано, коли французи виявили британські сили в Маюмбі. Потім «Понселе» перевели до Порт-Жантіля в Габоні. Станом на 26 жовтня 1940 року він базувався в Порт-Жантілі.
7 листопада 1940 року війська Вільної Франції розпочали десантну операцію, намагаючись захопити Габон у вішістського уряду, що призвело до битви за Габон. У той час «Понселе», який знаходився в Порт-Жантілі, і «Бугенвіль», який знаходився в Лібревілі, були єдиними кораблями Віші, доступними для захисту Габону. Британські війська забезпечили прикриття для висадки, і о 06:30 7 листопада важкий крейсер Королівського флоту «Девоншир» — флагман командувача британської оперативної групи адмірала Джона Каннінгема — запустив летючий човен-біплан «Валрус» для пошуку «Понселе». Коли льотчик повернувся, він доповів, що «Понселе» стоїть на якорі біля Порт-Жантіля, на відстані 8 морських миль (15 км) від мису Лопес.
«Понселе» відправила приблизно чверть або третину (за різними джерелами) свого екіпажу на берег, щоб підсилити французький гарнізон Віші в Порт-Жантілі, однак командир раптом отримав наказ атакувати транспорти, що перевозили французькі війська вторгнення. З екіпажем, який залишався на борту, французький підводний човен вирушив до бухти Балейньє, де побачив щогли бойового шлюпа Королівського флоту «Мілфорд», який здійснював протичовнове патрулювання на північ і північний схід від мису Лопес. О 16:15 «Мілфорд» повідомив, що «Понселе» рухався зиґзаґом на поверхні з курсом 60 градусів, а сам «Мілфорд» розвивав швидкість 16 вузлів.
О 16:50 летючий човен виявив «Понселе» і атакував його двома 100-фунтовими (45 кг) глибинними бомбами, пошкодивши та змусивши зануритися під воду. О 17:20 в бій з човном вступив «Мілфорд». «Понселе» випустив торпеду по «Мілфорду», яка пройшла під «Мілфордом», не вибухнувши. Французький човен спробував випустити другу торпеду, але вона застрягла в трубі, випустила токсичний дим всередину підводного човна та створила витік. «Мілфорд» уразив човен глибинною бомбою, пошкодивши ворожий корабель та примусивши піднятися на поверхню, а потім відкрив по «Понселе» стрільбу з гармат. Човен знову занурився, але був вже надто сильно пошкоджений, щоб витримати занурення, а екіпаж зіткнувся з небезпекою асфіксії через дим, що утворився через несправну торпеду. Оцінивши ситуацію, командир «Понселе», капітан корвету Бертран де Сосін дю Пон де Голт (фр. Pierre Henri Bertrand de Saussine du Pont de Gault) наказав підводному човну спливти, а екіпажу покинути корабель.
Переконавшись, що його екіпаж у безпеці, де Сосін повернувся на борт «Понселе» і відкрив крани, затопивши свій човен. Французький офіцер вирішив залишитися на борту, коли підводний човен тонув, і затонув разом зі своїм кораблем, єдиний член екіпажу «Понселе», який загинув під час його затоплення.
«Мілфорд» підняв на борт усіх 54 вцілілих — трьох офіцерів і 51 матроса.